# Casa el Galló
Casa el Galló és una obra del municipi de Cercs (Berguedà) inclosa en l'Inventari del Patrimoni Arquitectònic de Catalunya.

## Descripció
Es tracta d'un conjunt de cases de pagès i edificacions annexes, en un replà de prats i antics camps de conreu enlairats per sobre la vall. Prop del nou poble que ara ocupa una part de l'antiga finca. Actualment sotmès a expectatives d'urbanització.